# 18. marec
18. marec je 77. dan leta (78. v prestopnih letih) v gregorijanskem koledarju. Ostaja še 288 dni.

## Dogodki
- 1229 – Friderik II. Hohenstaufen se okrona za jeruzalemskega kralja
- 1414 – na Gosposvetskem polju slovenski knez zadnjič ustoliči koroškega vojvodo, Ernesta Železnega
- 1848 – začetek marčne revolucije v Berlinu
- 1871 – ustanovljena Pariška komuna
- 1900 – ustanovljen nogometni klub Ajax Amsterdam
- 1915 – začetek kopenske bitke za Dardanele
- 1922 – Mahatma Gandhi obsojen na dvoletno zaporno kazen zaradi državaljanske nepokorščine
- 1943:
  - Gvajana se pridruži Svobodni Franciji
  - nemška letala drugič bombardirajo Cerkno
- 1959 – Dwight Eisenhower podpiše zakon, s katerim Havaji postanejo 50. zvezna država ZDA, zakon začne veljati 21. avgusta
- 1965 – Aleksej Leonov kot prvi človek opravi vesoljski sprehod
- 2014 – Krim se priključi Rusiji

## Rojstva
- 1640 – Philippe de La Hire, francoski matematik, astronom, fizik, naravoslovec, slikar († 1718)
- 1796 – Jakob Steiner, švicarski matematik († 1863)
- 1798 – Francis Lieber, nemško-ameriški filozof, pravnik († 1872)
- 1813 – Christian Friedrich Hebbel, nemški dramatik († 1863)
- 1816 – Antonio Salviati, italijanski slikar († 1890)
- 1828 – sir Randal Cremer, angleški mizar, politik, pacifist, nobelovec 1903 († 1908)
- 1830 – Numa Denis Fustel de Coulanges, francoski zgodovinar († 1889)
- 1837 – Stephen Grover Cleveland, ameriški predsednik († 1908)
- 1840 – William Cosmo Monkhouse, angleški pesnik, kritik († 1901)
- 1844 – Nikolaj Rimski-Korsakov, ruski skladatelj († 1908)
- 1848 – Nathanael Greene Herreshoff, ameriški načrtovalec jadrnic († 1938)
- 1858 – Rudolf Diesel, nemški inženir, izumitelj († 1913)
- 1858 – Enrijo Inoue, japonski filozof († 1919)
- 1860 – Josipina Vidmar, slovenska podjetnica in aktivistka († 1922)
- 1869 – Arthur Neville Chamberlain, britanski predsednik vlade († 1940)
- 1874 – Nikolaj Aleksandrovič Berdjajev, ruski filozof († 1948)
- 1903 – Galeazzo Ciano, italijanski politik († 1944)
- 1904 – Srečko Kosovel, slovenski pesnik († 1926)
- 1905 – Thomas Townsend Brown, ameriški fizik († 1985)
- 1908 – Pero Pajk, slovenski esejist, književni zgodovinar, prešernoslovec († 1932)
- 1919 – Elizabeth Anscombe, britanska filozofinja († 2001)
- 1929 – Christa Wolf, nemška pisateljica († 2011)
- 1934 – Jože Šlibar, slovenski smučarski skakalec
- 1956 – Ingemar Stenmark, švedski alpski smučar
- 1958 – Andreas Wenzel, lihtenštajnski alpski smučar
- 1964 – Bonnie Kathleen Blair, ameriška hitrostna drsalka
- 1970 – Queen Latifah, ameriška pevka in igralka

## Smrti
- 1160 – Ibn Al-Kalanisi, arabski kronist (* 1070)
- 1227 – papež Honorij III. (* 1148)
- 1308 – Jurij I. Galicijski, kralj Galicije-Volinije (* 1252)
- 1314:
  - Jacques de Molay, zadnji veliki mojster vitezov templjarjev (* 1243)
  - Geoffroy de Charney, mojster templarjev za Normandijo
  - Godefroi de Gonneville, mojster templarjev za Akvitanijo
  - Hugues de Peraud, inšpektor templjarjev za Francijo
- 1321 – Matej Žak, madžarski palatinski grof, oligarh (* 1260)
- 1584 – Ivan Grozni, ruski car (* 1530)
- 1781 – Anne-Robert-Jacques Turgot, Baron de Laune, francoski ekonomist in državnik (* 1727)
- 1858 – Aleksander Terplan, madžarski slovenski evangeličanski pastor in pisatelj (* 1816)
- 1871 – Augustus De Morgan, škotski matematik, logik, filozof (* 1806)
- 1871 – Georg Gottfried Gervinus, nemški politik, književni zgodovinar (* 1805)
- 1876 – Ferdinand Freiligrath, nemški pisatelj (* 1810)
- 1900 – António Nobre, portugalski pesnik (* 1867)
- 1907 – Marcellin Berthelot, francoski kemik in politik  (* 1827)
- 1915 – Otto Weddingen, nemški podmorniški častnik (* 1882)
- 1933 – Vendelin Vošnjak, slovenski frančiškan in Božji služabnik († 1861)
- 1936 – Eleftherios Venizelos, grški državnik (* 1864)
- 1956 – Louis Bromfield, ameriški pisatelj (* 1896)
- 1964 – Norbert Wiener, ameriški matematik (* 1894)
- 1967 – Marij Pregelj, slovenski slikar (* 1913)
- 1980 – Erich Fromm, nemško-ameriški psiholog, filozof (* 1900)
- 1989 – Harold Jeffreys, angleški geofizik, astronom, matematik (* 1891)
- 2020 – Peter Musevski, slovenski dramski in filmski igralec (* 1965)